# Episodi di Ultime dal cielo (quarta stagione)
La quarta stagione della serie televisiva Ultime dal cielo negli Stati Uniti è stata trasmessa per la prima volta dalla CBS dal 25 settembre 1999 al 27 maggio 2000.
In Italia, è andata in onda su Canale 5.
| nº | Titolo originale            | Titolo italiano              | Prima TV USA      | Prima TV Italia  |  |
| -- | --------------------------- | ---------------------------- | ----------------- | ---------------- |  |
| 1  | The Out-of-Towner           | Lo straniero                 | 25 settembre 1999 | 28 agosto 2000   |  |
| 2  | Duck Day Afternoon          | In difesa delle papere       | 2 ottobre 1999    | 28 agosto 2000   |  |
| 3  | Take Me out to the Ballgame | Debutto da campione          | 9 ottobre 1999    | 29 agosto 2000   |  |
| 4  | The Iceman Taketh           | L'uomo di ghiaccio           | 16 ottobre 1999   | 29 agosto 2000   |  |
| 5  | Camera Shy                  | Obiettivo indiscreto         | 23 ottobre 1999   | 30 agosto 2000   |  |
| 6  | Wild Card                   | Sesto senso                  | 30 ottobre 1999   | 30 agosto 2000   |  |
| 7  | Fatal Edition (part 1)      | L'ora della verità (parte 1) | 6 novembre 1999   | 31 agosto 2000   |  |
| 8  | Fatal Edition (part 2)      | L'ora della verità (parte 2) | 13 novembre 1999  | 31 agosto 2000   |  |
| 9  | Weathergirl                 | Che tempo fa?                | 20 novembre 1999  | 1 settembre 2000 |  |
| 10 | Run, Gary, Run              | Corri, Gary, corri           | 18 dicembre 1999  | 1 settembre 2000 |  |
| 11 | Rose                        | Amnesia                      | 19 febbraio 2000  | 2 settembre 2000 |  |
| 12 | Snow Angels                 | Angeli della neve            | 26 febbraio 2000  | 4 settembre 2000 |  |
| 13 | Gifted                      | Una famiglia per Nikki       | 4 marzo 2000      | 4 settembre 2000 |  |
| 14 | Performance Anxiety         | Appuntamento misterioso      | 11 marzo 2000     | 5 settembre 2000 |  |
| 15 | False Witness               | Falsa testimonianza          | 25 marzo 2000     | 5 settembre 2000 |  |
| 16 | The Play's the Thing        | Recitando Shakespeare        | 8 aprile 2000     | 6 settembre 2000 |  |
| 17 | Blind Faith                 | Cecità                       | 22 aprile 2000    | 6 settembre 2000 |  |
| 18 | Occasionally Amber          | La fidanzata di Chuck        | 29 aprile 2000    | 7 settembre 2000 |  |
| 19 | Mel Schwartz, Bounty Hunter | Il cacciatore di taglie      | 6 maggio 2000     | 7 settembre 2000 |  |
| 20 | Time                        | Giustizia ingiusta           | 13 maggio 2000    | 8 settembre 2000 |  |
| 21 | Everybody Goes to Rick's    | Chicago anni '20             | 20 maggio 2000    |                  |  |
| 22 | "Luck o' the Irish          | Nozze riparatrici            | 27 maggio 2000    |                  |  |

## Lo straniero
- Titolo originale: The Out-of-Towner
- Diretto da: Gary Nelson
- Scritto da: Alex Taub

### Trama
Gary incontra un uomo di New York, Sam Cooper, che riceve l'edizione di domani del New York Daily News. Tuttavia, a differenza di Gary, Sam assume altre persone per completare i salvataggi e usa le informazioni del giornale per fare soldi.

## In difesa delle papere
- Titolo originale: Duck Day Afternoon
- Diretto da: Randy Roberts
- Scritto da: Carla Kettner

### Trama
Nel tentativo di evitare di passare del tempo con i suoi genitori, che hanno deciso di trasferirsi con lui perché la loro città è stata devastata da una tempesta, Gary corre a salvare un gruppo di anatre e attira l'attenzione del curioso fotoreporter del Chicago Sun-Times, Miguel Diaz. Quando Gary implora Miguel di non pubblicare la foto che gli ha scattato - in modo che i suoi genitori non scoprano che li evita intenzionalmente - il fotografo diventa sempre più curioso. Si rende conto che il nome di Gary continua a comparire in relazione a molti salvataggi.

## Debutto da campione
- Titolo originale: Take Me Out to the Ball Game
- Diretto da: Reza Badiyi
- Scritto da: Sean Clark

### Trama
Chuck va a trovare Gary e si offre di portarlo a una partita dei Cubs dove giocherà un promettente debuttante, Pedro Mendoza. Gary si ritrova a cercare di aiutare il proprietario di un ristorante che ha preso in prestito denaro da uno strozzino, che ora chiede la proprietà del ristorante come pagamento. Nel frattempo, Chuck cambia inavvertitamente il corso degli eventi della giornata, prendendo un taxi a nome di Mendoza.

## L'uomo di ghiaccio
- Titolo originale: The Iceman Taketh
- Diretto da: Scott Paulin
- Scritto da: James Stanley & Diane Messina Stanley

### Trama
Gary e la detective Toni Brigatti devono fingere di essere una coppia di vecchia data nel tentativo di catturare un ladro di gioielli, mentre cercano anche la fuga di gas che farà esplodere una nave sul lago Michigan.

## Obiettivo indiscreto
- Titolo originale: Camera Shy
- Diretto da: Reza Badiyi
- Scritto da: Eric Tuchman

### Trama
Sentendosi male per aver contribuito a far licenziare Miguel Diaz da due lavori, Gary cerca di trovargli un altro lavoro. Quando Miguel fotografa un criminale ritenuto morto, crede di avere una possibilità di riavere il suo lavoro al Chicago Sun-Times. Tuttavia, le cose non vanno come previsto e Gary deve salvare Miguel dall'essere ucciso.

## Sesto senso
- Titolo originale: Wild Card
- Diretto da: Kevin Dowling
- Scritto da: Josh Appelbaum & André Nemec

### Trama
Gary cerca di prendersi una pausa dai suoi doveri nei confronti del giornale, ma Patrick continua a causare problemi quando continua a seguire Gary in giro, cercando di trovare un modo per dire a Gary che sta per trasferirsi. Quando le azioni di Patrick portano a un'esplosione a un rave party di Halloween, Gary gli dice di non muovere un muscolo, una direttiva che si ritorce contro quando Patrick tenta di aiutare e si ritrova in una situazione in cui rischia la vita.

## L'ora della verità (parte 1)
- Titolo originale: Fatal Edition, Part 1
- Diretto da: Gary Nelson
- Scritto da: Jeff Pinkner

### Trama
Gary viene arrestato e accusato di omicidio, quando viene trovato proprio accanto al cadavere di un uomo che, in precedenza, aveva minacciato di indagare su di lui, dopo che il giornale aveva pubblicato male l'ora dell'omicidio di un giornalista. In seguito, Gary diventa un fuggitivo.

## L'ora della verità (parte 2)
- Titolo originale: Fatal Edition, Part 2
- Diretto da: Gary Nelson
- Scritto da: Doris Egan

### Trama
Gary è in fuga dalla polizia dopo l'omicidio di Frank Scanlon. Gary scopre che al momento della morte di Scanlon, quest'ultimo stava per svelare una storia su un giro di omicidi su commissione. Con l'aiuto del fotografo del Chicago Sun-Times Miguel Diaz, Gary tenta di riabilitare il suo nome. Nel frattempo, la detective Brigatti scopre alcune prove in suo possesso, che dimostrano l'innocenza di Gary e coinvolgono qualcuno con cui lavora a stretto contatto nel dipartimento, il che mette la sua vita in pericolo.

## Che tempo fa?
- Titolo originale: Weather Girl
- Diretto da: Mel Damski
- Scritto da: Alex Taub

### Trama
Gary fornisce previsioni meteorologiche esatte a Rebecca, un'attraente personalità meteorologica televisiva, che diventa famosa per le sue previsioni perfette, fino a quando il giornale si presenta alla porta di Gary una mattina senza lasciare traccia del tempo del giorno successivo. Senza l'aiuto del giornale, la ragazza del tempo fa scena muta e non riesce a prevedere una perturbazione disastrosa imminente. Nel frattempo, zio Phil continua a essere licenziato da un lavoro dopo l'altro.

## Corri, Gary, corri
- Titolo originale: Run, Gary, Run
- Diretto da: Scott Paulin
- Scritto da: Carla Kettner

### Trama
Quando Gary ignora le ripetute richieste di Marissa di aiutarla a gestire il carico di lavoro al McGinty, il giornale gli gioca uno scherzo pericoloso: legge che la sua amica sarà investita e uccisa da un'auto.

## Amnesia
- Titolo originale: Rose
- Diretto da: Julia Rask
- Scritto da: Lorin Wertheimer

### Trama
Crumb cerca di mettere in guardia Gary su una donna, Rose, che ha un'amnesia, può sembrare dolce e innocente, ma è molto pericolosa. Gary ignora il suo avvertimento, anche quando emergono prove che lei ha precedenti penali. Quando crede al suo racconto di un vecchio fidanzato che la sta perseguitando, Gary accetta di prestare a Rose 25000 $ per sbarazzarsi di lui e rimane sbalordito quando lei scappa improvvisamente con i suoi soldi.

## Angeli della neve
- Titolo originale: Snow Angels
- Diretto da: Sander Stern
- Scritto da: Josh Appelbaum & André Nemec

### Trama
Mentre una bufera di neve colpisce Chicago, Gary incontra due uomini: Earl Camby, un criminale riformato che ora dedica la sua vita ad aiutare i meno fortunati di lui, e Cliff Mourning, uno squallido operatore di motel. Mentre Gary cerca di salvare la vita di Earl quando un edificio crolla su di lui, legge che Cliff sta per soccombere a un attacco di cuore. Combattuto tra il lasciare Earl da solo a morire mentre salva una persona ingrata, Gary contempla una decisione che alla fine potrebbe legare insieme le vite dei due uomini.

## Una famiglia per Nikki
- Titolo originale: Gifted
- Diretto da: Kevin Dowling
- Scritto da: Dianne Messina Stanley & James Stanley

### Trama
Dopo aver impedito a Nikki di essere ferita in un incidente di scuolabus, Gary incontra la tredicenne dai discorsi cinici e scopre che è una chiaroveggente in quanto sapeva dell'incidente prima che stesse per accadere. Gary deve cercare di aiutarla a capire che le sue capacità sono un dono.

## Appuntamento misterioso
- Titolo originale: Performance Anxiety
- Diretto da: Gary Nelson
- Scritto da: Doris Egan

### Trama
Il giornale di Gary viene rubato da Clams, l'ex destinatario del giornale di domani di New York, il cui giornale smette di arrivare.

## Falsa testimonianza
- Titolo originale: False Witness
- Diretto da: Ian Barry
- Scritto da: Eric Tuchman

### Trama
Gary si trova in una situazione difficile quando il fratello di Miguel, Joey, ruba un'auto. Tuttavia, la decisione di Gary di negare di conoscere Joey alla fine porta a una situazione pericolosa.

## Recitando Shakespeare
- Titolo originale: The Play's the Thing
- Diretto da: Deborah Reinisch
- Scritto da: Michael Katz

### Trama
Gary si unisce a una compagnia teatrale amatoriale, nella quale trova l'ex detective Crumb, e in seguito scopre che il teatro sarà bruciato da un piromane.

## Cecità
- Titolo originale: Blind Faith
- Diretto da: Jim Quinn
- Scritto da: Jeff Pinkner

### Trama
Gary perde temporaneamente la vista, mentre cerca di impedire che tre adolescenti vengano fatti saltare in aria da una vecchia palla di cannone. Durante la permanenza in ospedale, Gary incontra un ragazzino di nome Nate Calvin, la cui madre è malata. Il giorno successivo, senza poter vedere, Gary deve salvare Nate Calvin, che è intrappolato in un edificio abbandonato, dai bulli.

## La fidanzata di Chuck
- Titolo originale: Occasionally Amber
- Diretto da: Kyle Chandler
- Scritto da: Lawrence Meyers

### Trama
Chuck torna a Chicago e annuncia di essere fidanzato con una ragazza di nome Jade. Quando Gary la incontra, è scioccato perché Jade è in realtà Amber, la ladra di gioielli incontrata pochi mesi fa alla quale ha permesso di scappare. Gary si confida con Marissa che gli dice che deve informare Chuck. Gary non è sicuro di cosa fare, soprattutto quando la detective Brigatti, la cui carriera è stata quasi rovinata da lei, scopre che è tornata e vuole stenderla. Gary affronta Jade, che gli dice di amare davvero Chuck e che Jade è il suo vero nome. Decide così di non dire a Chuck quello che sa. Tuttavia, il giornale del mattino successivo dice che un grosso diamante verrà rubato da un'asta.

## Il cacciatore di taglie
- Titolo originale: Mel Schwartz, Bounty Hunter
- Diretto da: Todd Pfeiffer
- Scritto da: Alex Taub

### Trama
Gary incontra un ladro che lo deruba di tutto. Il giorno successivo, lo riconosce e inizia a inseguire il ladro che viene inseguito anche da un uomo di nome Mel Schwartz, un contabile che sta cercando di diventare un cacciatore di taglie. Ben presto, Mel si mette nei guai e Gary deve salvarlo.

## Giustizia ingiusta
- Titolo originale: Time
- Diretto da: Mel Damski
- Scritto da: Carla Kettner

### Trama
Gary scopre che Lucius Snow, il precedente destinatario del giornale, gli aveva salvato la vita quando aveva undici anni e durante l'incontro Gary è diventato inconsapevolmente l'erede di Snow al giornale.
- Curiosità: Gli autori avevano realizzato l'episodio come finale della serie, ma questo è stato trasmesso per errore prima degli ultimi due episodi.

## Chicago anni '20
- Titolo originale: Everybody Goes to Rick's
- Diretto da: Gary Nelson
- Scritto da: James Stanley, Dianne Messina, Stanley Wertheimer e Lorin Wertheimer

### Trama
Gary torna indietro nel tempo e si ritrova nel giorno del massacro di San Valentino del 1929 con l'obiettivo di salvare qualcuno. Alla fine, dopo essere tornato al suo tempo e aver salvato Crumb, Gary scopre che il ragazzo che ha salvato nel 1929 era proprio il padre di Crumb.

## Nozze riparatrici
- Titolo originale: Luck o' the Irish
- Diretto da: Gary Nelson
- Scritto da: Sean Clark

### Trama
Dopo l'incontro di Gary con un irlandese la sfortuna inizia a perseguitarlo, facendo in modo che una giovane donna irlandese perda il biglietto vincente di una lotteria milionaria, quando Gary perde il dollaro con il quale lei stava per acquistare il biglietto. 
Gary finisce per fingere di essere fidanzato con lei, per aiutarla a sfuggire a un agente dell'INS e cercare l'uomo che ama, Nigel, mentre suo fratello organizza il loro matrimonio. Alla fine la donna, Kate O'Rourke, scopre che si era solo illusa di Nigel perché lui è già sposato. Kate e Gary rivelano così la verità alla famiglia di Nigel, prima che Gary debba inseguire un autocarro con cassone ribaltabile per impedire che l'agente venga schiacciato per sbaglio. Lì, scopre che l'agente, un uomo di nome Frank, stava effettivamente inseguendo Kate, ma solo perché era un suo amico d'infanzia ed era innamorato di lei, e che Frank aveva perso i contatti con lei a causa dell'intervento di suo fratello. Alla fine, Frank e Kate si sposano, mentre Gary manda loro un biglietto vincente della lotteria per compensare quello perso e paga il conto dell'uomo irlandese, ponendo fine alla propria sfortuna.